# Ricardo Fuller
Ricardo Fuller (ur. 31 października 1979 w Kingston) – jamajski piłkarz grający na pozycji napastnika.

## Kariera klubowa
Fuller pochodzi z Kingston i tam też rozpoczął karierę piłkarską w klubie Tivoli Gardens FC. W 1998 roku zadebiutował w jego barwach w jamajskiej Premier League. W 1999 roku wywalczył z Tivoli Gardens mistrzostwo Jamajki, a do sukcesów dołożył także zdobycie Pucharu Jamajki. W Tivoli Gardens grał do końca 2000 roku. Na początku 2001 przeszedł do angielskiego Crystal Palace F.C. za milion funtów, jednak rozegrał zaledwie 8 spotkań w Division One.
Latem 2001 roku Fuller został zawodnikiem szkockiego Heart of Midlothian F.C. Grał tam przez rok i zdobył 8 goli w Scottish Premier League, ale na koniec sezonu nie przedłużył kontraktu z Hearts i został zakupiony za pół miliona funtów przez Preston North End. 10 sierpnia zadebiutował w jego barwach w przegranym 1:2 spotkaniu z Crystal Palace i w debiucie zdobył gola. W grudniu doznał jednak kontuzji i do gry wrócił dopiero w 2003 roku. Wtedy też z 18 golami na koncie był najlepszym strzelcem Preston w sezonie.
W 2004 roku Fuller odszedł z Preston i został zawodnikiem grającego w Premiership, Portsmouth F.C. Kosztował milion funtów, a 30 sierpnia zadebiutował w lidze w wygranym 4:3 domowym spotkaniu z Fulham F.C. Nie wykorzystał jednak szansy zaistnienia w Portsmouth i przez cały sezon zdobył zaledwie jedną bramkę dla „The Pompeys”, mniej niż pozostała trójka napastników: Lomana LuaLua, Diomansy Kamara i Yakubu Aiyegbeni.
W letnim oknie transferowym 2005 Fuller znów zmienił barwy klubowe i tym razem przeszedł do Southampton F.C. W lutym 2006 został wypożyczony do Ipswich Town, dla którego rozegrał trzy spotkania, zdobył dwa gole i otrzymał czerwoną kartkę w meczu z Crystal Palace (2:2) za obsceniczny gest wobec kibiców tego klubu. Pod koniec marca wrócił do Southampton. Do końca sezonu w 6 meczach zdobył 6 goli dla „Świętych”, jednak latem 2006 menedżer George Burley wystawił go na listę transferową.
Fuller za pół miliona euro odszedł do Stoke City. Swój pierwszy mecz w barwach nowego klubu rozegrał 23 września przeciwko Wolverhampton Wanderers (0:2). W swoim pierwszym sezonie strzelił 10 goli dla Stoke będąc najlepszym strzelcem drużyny, ale otrzymał także dwie czerwone i 10 żółtych kartek. W sezonie 2007/2008 Jamajczyk znów zdobył najwięcej goli w zespole - 15, a Stoke awansowało do Premiership. 16 sierpnia 2008 w meczu z Boltonem Wanderers (1:3) strzelił pierwszego gola dla Stoke w historii występów tego klubu w Premiership.
W lecie 2012 roku po wygaśnięciu kontraktu ze Stoke, związał się jednoroczną umową z opcją przedłużenia na kolejne lata z występującym w Football League Championship Charlton Athletic. Po sezonie 2012/13, w którym w 31 spotkaniach zdobył tylko 5 bramek, klub zdecydował się nie przedłużać z nim wygasającego kontraktu.
15 sierpnia 2013 roku przeszedł na zasadzie wolnego transferu do Blackpool, z którym podpisał jednoroczny kontrakt z opcją przedłużenia na kolejne lata.
| Sezon   | Klub              | Kraj    | Rozgrywki      | Mecze | Bramki |
| ------- | ----------------- | ------- | -------------- | ----- | ------ |
| 1998/99 | Tivoli Gardens FC | Jamajka | Premier League | ?     | ?      |
| 1999/00 | Tivoli Gardens FC | Jamajka | Premier League | ?     | ?      |
| 2000/01 | Tivoli Gardens FC | Jamajka | Premier League | ?     | ?      |
| 2000/01 | Crystal Palace    | Anglia  | Division One   | 8     | 0      |
| 2001/02 | Hearts F.C.       | Szkocja | Premier League | 27    | 8      |
| 2002/03 | Preston North End | Anglia  | Division One   | 18    | 9      |
| 2003/04 | Preston North End | Anglia  | Division One   | 38    | 17     |
| 2004/05 | Preston North End | Anglia  | Championship   | 2     | 1      |
| 2004/05 | Portsmouth        | Anglia  | Premiership    | 31    | 1      |
| 2005/06 | Southampton       | Anglia  | Championship   | 30    | 9      |
| 2005/06 | Ipswich Town      | Anglia  | Championship   | 3     | 2      |
| 2006/07 | Southampton       | Anglia  | Championship   | 1     | 0      |
| 2006/07 | Stoke City        | Anglia  | Championship   | 30    | 10     |
| 2007/08 | Stoke City        | Anglia  | Championship   | 42    | 15     |
| 2008/09 | Stoke City        | Anglia  | Premier League | 34    | 11     |
| 2009/10 | Stoke City        | Anglia  | Premier League | 35    | 3      |
| 2010/11 | Stoke City        | Anglia  | Premier League | 28    | 4      |
| 2011/12 | Stoke City        | Anglia  | Premier League | 13    | 0      |
| 2012/13 | Charlton Athletic | Anglia  | Championship   | 31    | 5      |
| 2013/14 | Blackpool         | Anglia  | Championship   | 27    | 6      |
| 2014/15 | Millwall          | Anglia  | Championship   | 38    | 4      |

## Kariera reprezentacyjna
W reprezentacji Jamajki Fuller zadebiutował w 2000 roku. W 2005 roku wystąpił z nią w Złotym Pucharze CONCACAF 2005 i zdobył tam dwa gole. Wcześniej występował zarówno w kadrze U-20, jak i U-23.